# Джеджомар Біней
Джеджомар Біней (англ. Jejomar Binay; нар. 11 листопада 1942, Маніла) — державний і політичний діяч Філіппін. Займає посаду віце-президента країни з 2010 року.

## Біографія
Закінчивши Філіппінський нормальний коледж, він продовжив навчання в Університеті Філіппін. Отримав ступінь бакалавра за спеціальністю політологія, а потім ступінь бакалавра права. З 1986 по 1998 рік обіймав посаду мера Макаті. У 1998 році був обраний головою державної компанії — Metropolitan Manila Development Authority. З 2001 по 2010 рік знову перебував на посаді мера Макаті. 30 червня 2010 зайняв посаду віце-президента країни.